# Pseudojana vitalisi
Pseudojana vitalisi is een vlinder uit de familie van de Eupterotidae. De wetenschappelijke naam van de soort is voor het eerst geldig gepubliceerd in 1927 door Candèze.